# Шелков Володимир Андрійович
Володимир Андрійович Шелков (нар. 20 грудня 1895, Велика Виска (нині — село у Маловисківському районі Кіровоградської області) — пом. 27 січня 1980, Табага, під Якутськом, Республіка Саха) — проповідник, засновник і багаторічний керівник руху «вірних і вільних адвентистів сьомого дня» (ВВАСД) в СРСР (його послідовники відомі також в літературі під назвою «адвентисти-реформісти»).

## Життєпис
Володимир Шелков народився 20 грудня 1895 року у Великій Висці (нині - село у Маловисківському районі Кіровоградської області). Його батько був багатим селянином, який вчив своїх дітей баптистської віри.
У 1923 році Володимир Шелков приєднався до Церкви адвентистів сьомого дня. У 1928 році він був висвячений в сан проповідника. В. Шелков критикував відносини церкви з державою, лояльність до держави лідера адвентистів Г. І. Лебсака. Інші пастирі теж висловлювалися проти радянського режиму.
Остаточний розкол організації адвентистів сьомого дня (АСД) у СРСР стався в 1928 році, коли церква зазнала державного контролю за допомогою реєстрації. В. А. Шелков відмовився від співпраці з урядом з приводу реєстрації церкви і проходження військової служби. А на початку 1930-х років Генріх Оствальд спільно з Прокопієм Манжурою організували Церква вірних адвентистів сьомого дня з людей, виключених з церков АСД за незгоду з керівництвом у питаннях несення військової служби і реєстрації.
Вперше був засуджений до тюремного ув'язнення за свої переконання в 1931 році і провів більшу частину свого життя в тюрмах і таборах за різними термінами і вироками. З 1931 по 1934 роки Володимир Шелков був в'язнем концтабору с. Березово (Північний Урал). З 1934 по 1945 роки діяв у підпіллі, часто міняв місця проживання . У травні 1945 року В. А. Шелков був заарештований в П'ятигорську, протягом декількох місяців його допитували, неодноразово катували.
24 січня 1946 року військовим трибуналом він був засуджений до смертної кари через розстріл за «антирадянську агітацію». Але після 55 днів, проведених у камері смертників, смертний вирок був замінений десятьма роками позбавлення волі в трудових таборах селища Спаське під Карагандою. Це був один з найбільших сталінських табірних комплексів .

## Виправно-трудові табори
У 1954 році, після смерті в таборі П. І. Манжури, Володимир Шелков став главою церкви Вірних адвентистів сьомого дня. Після звільнення з табору жив у Джамбулі (Казахстан), де був знову заарештований в 1957 році. У трудових таборах провів ще 10 років — з 1957 по 1959 роки у Вихорівці, Чуні та Ново-Чанці (Сибір), а також на так званій «смертної залізниці», де 600 км залізничної лінії, яка веде до Братська, було побудовано руками ув'язнених. З 1959 по 1967 роки перебував у Потьмі (Мордовія), де В. Шелков уперше зустрівся з відомими правозахисниками, в тому числі з Олександром Гінзбургом.
Зустріч з політичним інакомисленням вплинула на його майбутню роботу, яка привела Володимира Шелкова до створення одного з найбільших підпільних видавництв — «Вірний свідок». Він опублікував не лише літературу, пов'язану з теологією. У літературі, що видавалася, висвітлювалися питання релігії, свободи совісті, прав людини, взаємини церкви і держави тощо. Переклади поширювалися і в країнах Заходу.
У 1978 році В. А. Шелков був знову заарештований у Ташкенті. Правозахисник Андрій Дмитрович Сахаров приїхав на суд, але його не впустили. В. Шелков був засуджений до п'яти років позбавлення волі у виправно-трудовому таборі у віці 83-х років.
Помер Володимир Шелков у таборі 27 січня 1980 року в Табаго під Якутськом .
Загалом у в'язницях він провів більше 25 років свого життя. На думку А. Сахарова, він є одним з «найбільших християнських гуманістів» нашого століття.